# Omphalucha hirta
Omphalucha hirta är en fjärilsart som beskrevs av W. Warren 1905. Omphalucha hirta ingår i släktet Omphalucha och familjen mätare. Inga underarter finns listade i Catalogue of Life.